# Aille
Aille – rzeka we Francji, przepływająca przez teren departamentu Var, o długości 30,3 km. Stanowi dopływ rzeki Argens.